# Jehuda Perach
Jehuda Perach (hebrejsky יהודה פרח‎; 11. ledna 1924, Jeruzalém – 6. listopadu 1998) byl izraelský politik a poslanec Knesetu za stranu Likud.

## Biografie
Narodil se 11. ledna 1924 v Jeruzalémě. Navštěvoval zemědělskou školu Kadoorie, učitelský seminář v Jeruzalému a získal doktorát z literatury a pedagogiky na Telavivské univerzitě. Pracoval jako vysokoškolský učitel.

## Politická dráha
V roce 1974 vstoupil do Liberální strany (později jedna z ustavujících částí strany Likud), předsedal její pobočce v Netanji a zasedal v jejím ústředním výboru. V letech 1976–1982 byl školským inspektorem pro Centrální distrikt. V letech 1976–1982 také vedl na Telavivské univerzitě Centrum pro technologie ve vzdělávání. V roce 1985 byl generálním ředitelem Ústřední školy pro turistický ruch.
V izraelském parlamentu zasedl poprvé po volbách v roce 1981, do nichž šel za stranu Likud. Byl členem výboru práce a sociálních věcí, výboru státní kontroly a výboru pro vzdělávání a kulturu. Mandát neobhájil ve volbách v roce 1984. Do Knesetu se vrátil až po volbách v roce 1988, opět na kandidátní listině Likudu. Zasedal jako člen ve výboru záležitosti vnitra a životního prostředí, výboru pro vzdělávání a kulturu, výboru pro drogové závislosti, výboru práce a sociálních věcí, výboru pro zahraniční záležitosti a obranu, výboru pro imigraci a absorpci a zvláštního výboru pro status žen. Ve volbách v roce 1992 nebyl zvolen. Zemřel 6. listopadu 1998 ve věku 74 let.